# Cayetano Buigas
Cayetano Buigas y Monravá (en catalán: Gaietà Buïgas i Monravà, Barcelona, 21 de julio de 1851-Barcelona, 7 de noviembre de 1919) fue un arquitecto español, padre del ingeniero Carles Buïgas y del historietista Joaquín Buigas. Es conocido principalmente por ser el autor del Monumento a Colón de Barcelona, realizado para la Exposición Universal de Barcelona de 1888.

## Biografía
Nació en Barcelona el 21 de julio de 1851, siendo hijo de un abogado de cierto prestigio.
Fue militar entre 1873 y 1877, alcanzando el rango de coronel de ingenieros en el ejército de Don Carlos durante la tercera guerra carlista. Terminada la guerra, mantuvo su militancia carlista y fue diputado provincial de Barcelona por el distrito de Vic. 
Realizó estudios de arquitectura, obteniendo su título en 1879. En 1881 ganó el concurso para el proyecto de un monumento dedicado a Cristóbal Colón en Barcelona; las obras se iniciaron ese mismo año, y finalmente sería inaugurado en 1888. Esta constituyó su principal obra, y en la actualidad es una de las más conocidas, si bien no es la única. Ejerció como arquitecto municipal o asesor en los ayuntamientos de Masnou, Alella, Barberá del Vallés, Vilasar de Dalt, Cardona, Tortosa y Sitges.
En 1903 se trasladó a Argentina, instalándose en Buenos Aires, donde realizó diversas obras.
El 1 de enero de 1919 fue designado primer jefe de los Requetés de la provincia de Barcelona por Joaquín Llorens.
En el año 2011 se le dedicó una exposición retrospectiva en la Biblioteca de Cataluña.

## Obras

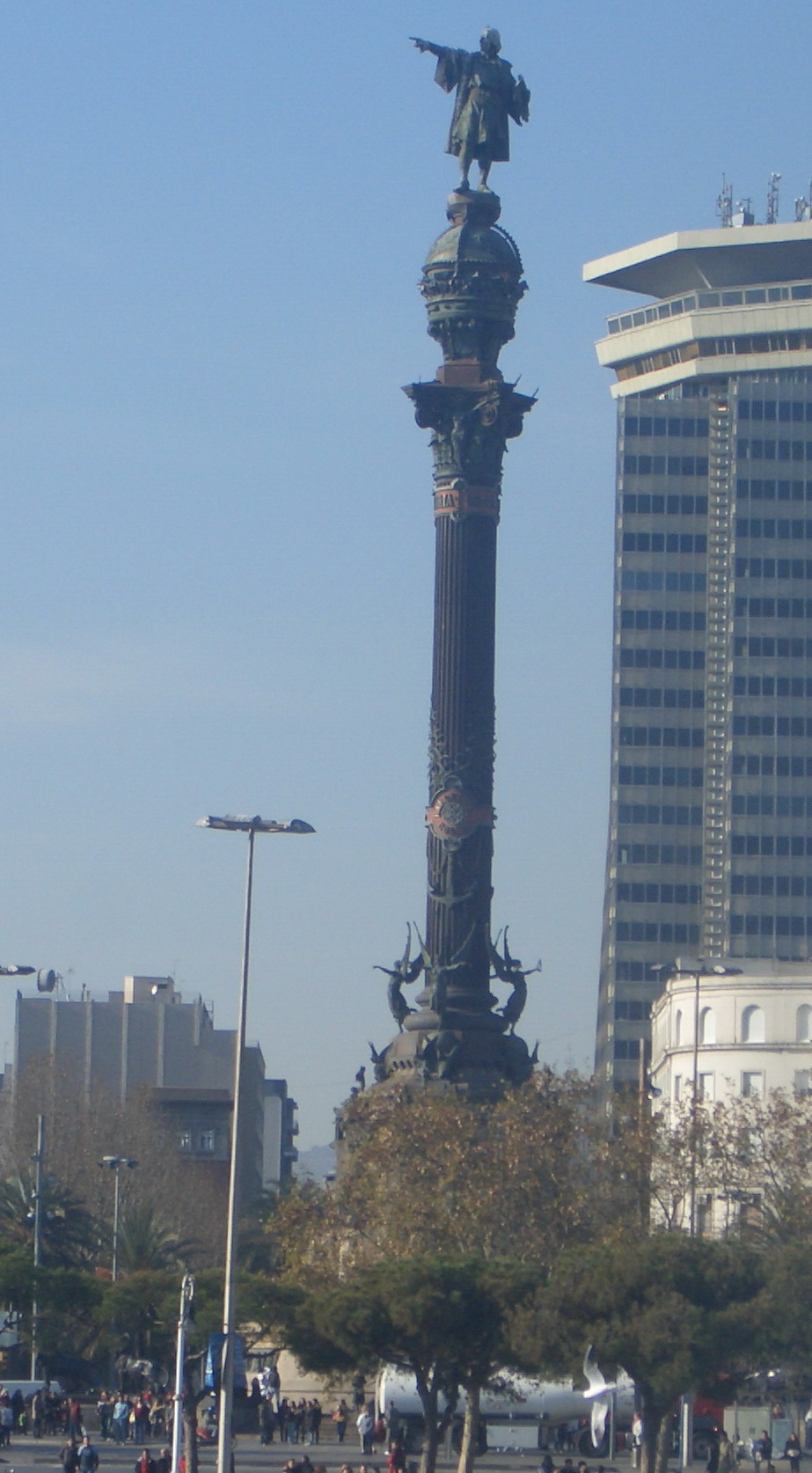
Monumento a Colón (1888).

- Iglesia del Sagrado Corazón en Manacor, 1881.
- En la Exposición Universal de 1888:
  - Monumento a Colón y Paseo de Colón.
  - Puente de la Sección Marítima.
  - Pabellón de Industrias Navales.
  - Muelle en la playa.
- Mercado Antiguo de Sitges, 1899.
- Casa Ferrer Torralbas (Sitges) 1900.
- Palacio Comella de Vich.
- Iglesia de los Concepcionistas de Sitges.
- Convento de las Hijas de María en Gironella.
- Balneario Vichy Catalán de Caldas de Malavella.
- Restauración del Castillo de San Marcial en Sardañola del Vallés, 1895.
- Asilo y Escuelas de El Masnou.
- Casa de José Martí Casals, actual Can Millet de El Masnou
- Proyecto de la Iglesia y Convento de los Misioneros del Sagrado Corazón, en Buenos Aires, 1904.
- Casa Matriz del Banco Popular, en Montevideo, 1904-1907.
- Edificio de la Misión Católica de Minas, en Uruguay, 1907. Actualmente es el Teatro Lavalleja
- Pabellones de exposición en la Rural del Prado, Montevideo, 1913 (con Juan María Aubriot y F. Gómez Ferrer).
- Proyecto del Monumento a Cervantes, Madrid, 1913.